# Huan von Qi

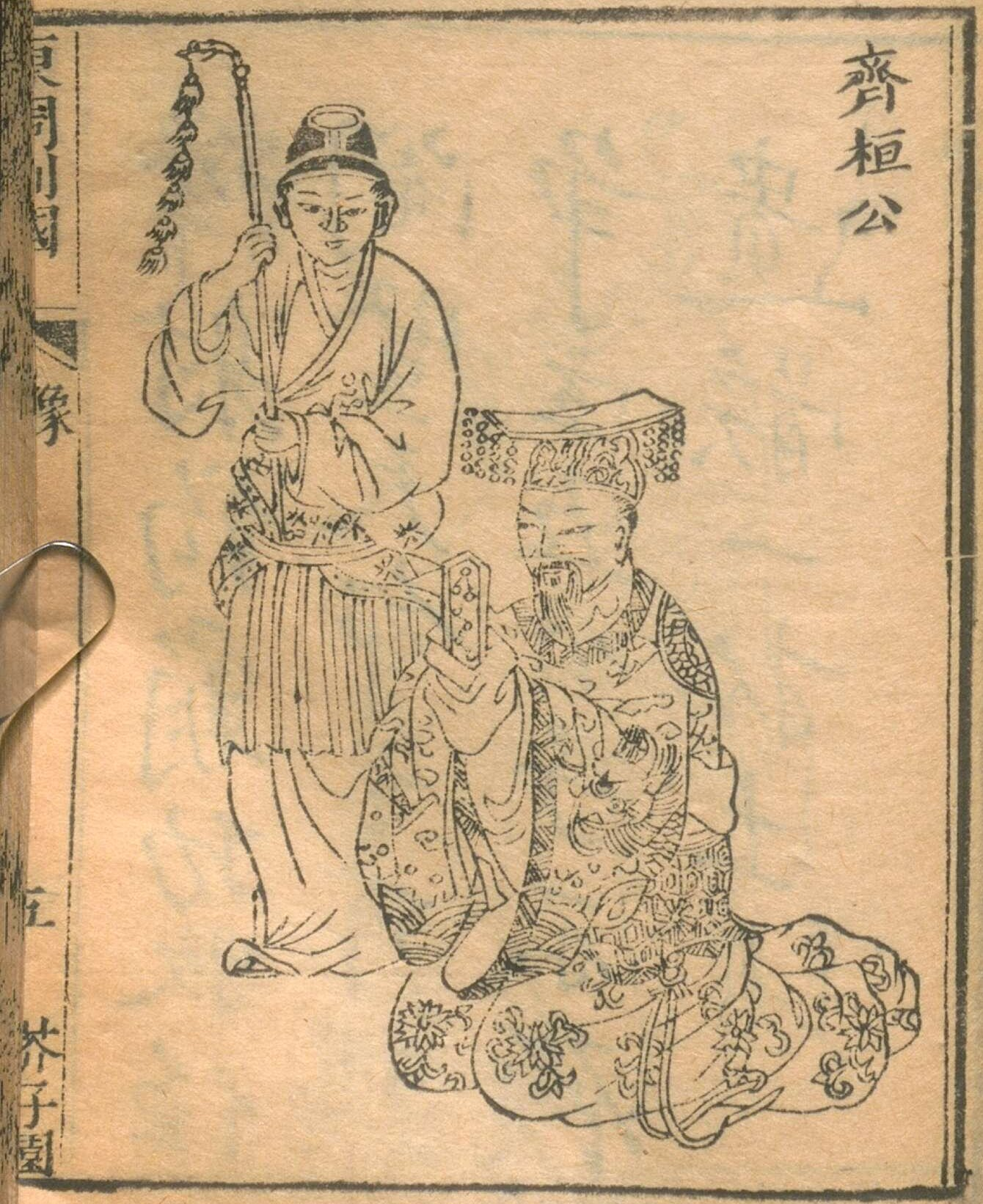
Herzog Huan von Qi, fiktive Darstellung aus dem späten 18. Jahrhundert

Herzog Huan von Qi (chinesisch 齊桓公, Pinyin Qí Huán Gōng; † 643 v. Chr.) war ein chinesischer Herrscher in der Zeit der Frühlings- und Herbstannalen. Er regierte den Staat Qi von 685 v. Chr. bis zu seinem Tod. In dieser Zeit erreichte Qi den Höhepunkt seiner Macht. König Xi von Zhou verlieh Huan 679 v. Chr. einige Privilege, die ansonsten nur dem König zustanden, und machte ihn so zum Obersten der Fürsten. Daher gilt Huan von Qi als der erste der Fünf Hegemonen.
Nach seiner Thronbesteigung als Herzog von Qi machte Huan auf Anraten seines Vertrauten Bao Shuya den herausragenden Politiker Guan Zhong zum Kanzler. Dieser leitete Reformen ein, die Qi zum mächtigsten Staat seiner Zeit machten, wodurch Herzog Huan auch außerhalb von Qi großen Einfluss nehmen konnte. Unter dem Slogan „Respektiert den Kaiser, vertreibt die Barbaren“ (chinesisch 尊王攘夷, Pinyin zunwáng rǎngyí) erlangte er Vorherrschaft über die anderen Staaten Chinas. Er unterstützte Yan, Wei und Xing im Kampf gegen barbarische Stämme. Außerdem forderte er mehrere Staaten dazu auf, Chu anzugreifen, um die Ehre des Königs zu verteidigen.
Der Slogan „Respektiert den Kaiser, vertreibt die Barbaren“ wurde später in Japan zur Zeit der Meiji-Restauration als sonnō jōi wiederverwendet.
| Personendaten    | Personendaten          |
| ---------------- | ---------------------- |
| NAME             | Huan von Qi            |
| ALTERNATIVNAMEN  | Qí Huán Gōng           |
| KURZBESCHREIBUNG | Herzog von Qi          |
| GEBURTSDATUM     | 8. Jahrhundert v. Chr. |
| STERBEDATUM      | 643 v. Chr.            |